# 광양시의 국회의원

## 행정구역 변천
- 1945년 8월 15일 전라남도 광양군
- 1983년 2월 15일 광양군 골약면이 태금면으로 분면
- 1989년 1월 1일 광양군 골약면·태금면에 동광양시 설치
- 1995년 1월 1일 동광양시와 광양군이 통합하여 광양시 설치

## 광양시의 역대 국회의원 일람
| 대수         | 이름           | 소속정당       | 임기                               | 선거구역                                                                             |
| ------------ | -------------- | -------------- | ---------------------------------- | ------------------------------------------------------------------------------------ |
| 제1대        | 김옥주(金沃周) | 무소속         | 1948년 5월 31일 - 1950년 5월 30일  | 광양군 일원(제7선거구)                                                               |
| 제2대        | 엄상섭(嚴詳燮) | 무소속         | 1950년 5월 31일 - 1954년 5월 30일  | 광양군 일원(제24선거구)                                                              |
| 제3대        | 김정호(金正晧) | 자유당         | 1954년 5월 31일 - 1958년 5월 30일  | 광양군 일원(제10선거구)                                                              |
| 제4대        | 황숙현(黃淑玹) | 자유당         | 1958년 5월 31일 - 1960년 7월 28일  | 광양군 일원(제11선거구)                                                              |
| 제5대 민의원 | 김석주(金錫柱) | 민주당         | 1960년 7월 29일 - 1961년 5월 16일  | 광양군 일원(제11선거구)                                                              |
| 제6대        | 김선주(金善周) | 민주공화당     | 1963년 12월 17일 - 1967년 6월 30일 | 구례군·광양군 일원(제8선거구)                                                        |
| 제7대        | 이현재(李賢宰) | 민주공화당     | 1967년 7월 1일 - 1971년 6월 30일   | 구례군·광양군 일원(제8선거구)                                                        |
| 제8대        | 박준호(朴準浩) | 민주공화당     | 1971년 7월 1일 - 1972년 10월 17일  | 구례군·광양군 일원(제9선거구)                                                        |
| 제9대        | 박병효(朴炳涍) | 신민당         | 1973년 3월 12일 - 1979년 3월 11일  | 여수시·여천군·광양군 일원(제3선거구)                                                 |
| 제9대        | 김상영(金尙榮) | 민주공화당     | 1973년 3월 12일 - 1979년 3월 11일  | 여수시·여천군·광양군 일원(제3선거구)                                                 |
| 제10대       | 이도선(李道先) | 민주공화당     | 1979년 3월 12일 - 1980년 10월 27일 | 여수시·여천군·광양군 일원(제3선거구)                                                 |
| 제10대       | 박병효(朴炳涍) | 신민당         | 1979년 3월 12일 - 1980년 10월 27일 | 여수시·여천군·광양군 일원(제3선거구)                                                 |
| 제11대       | 신순범(愼順範) | 안민당         | 1981년 4월 11일 - 1985년 4월 10일  | 여수시·여천군·광양군 일원(제4선거구)                                                 |
| 제11대       | 김재호(金在鎬) | 민주정의당     | 1981년 4월 11일 - 1985년 4월 10일  | 여수시·여천군·광양군 일원(제4선거구)                                                 |
| 제12대       | 김재호(金在鎬) | 민주정의당     | 1985년 4월 11일 - 1988년 5월 29일  | 여수시·여천군·광양군 일원(제4선거구)                                                 |
| 제12대       | 신순범(愼順範) | 신한민주당     | 1985년 4월 11일 - 1988년 5월 29일  | 여수시·여천군·광양군 일원(제4선거구)                                                 |
| 제13대       | 이돈만(李敦萬) | 평화민주당     | 1988년 5월 30일 - 1992년 5월 29일  | 광양군 일원                                                                          |
| 제14대       | 김명규(金明圭) | 민주당         | 1992년 5월 30일 - 1996년 5월 29일  | 동광양시·광양군 일원                                                                 |
| 제15대       | 김명규(金明圭) | 새정치국민회의 | 1996년 5월 30일 - 2000년 5월 29일  | 광양시 일원                                                                          |
| 제16대       | 정철기(鄭哲基) | 새천년민주당   | 2000년 5월 30일 - 2004년 5월 29일  | 광양시·구례군 일원                                                                   |
| 제17대       | 우윤근(禹潤根) | 열린우리당     | 2004년 5월 30일 - 2008년 5월 29일  | 광양시·구례군 일원                                                                   |
| 제18대       | 우윤근(禹潤根) | 통합민주당     | 2008년 5월 30일 - 2012년 5월 29일  | 광양시 일원                                                                          |
| 제19대       | 우윤근(禹潤根) | 민주통합당     | 2012년 5월 30일 - 2016년 5월 29일  | 광양시·구례군 일원                                                                   |
| 제20대       | 정인화(鄭仁和) | 국민의당       | 2016년 5월 30일 ~ 2020년 5월 29일  | 광양시·곡성군·구례군 일원                                                            |
| 제21대       | 서동용(徐東鏞) | 더불어민주당   | 2020년 5월 30일 ~ 2024년 5월 29일  | 순천시·광양시·곡성군·구례군 을: 순천시 해룡면, 광양시 일원, 곡성군 일원, 구례군 일원 |
| 제22대       | 권향엽(權香葉) | 더불어민주당   | 2024년 5월 30일 ~                  | 순천시·광양시·곡성군·구례군 을: 순천시 해룡면, 광양시 일원, 곡성군 일원, 구례군 일원 |

## 같이 보기
- 구례군의 국회의원
- 여수시의 국회의원
- 곡성군의 국회의원
- 순천시의 국회의원
- 광양군의 국회의원
- 광양군 (1988년 선거구)
- 동광양시·광양군
- 광양시 (1996년 선거구)
- 광양시·구례군 (2000년 선거구)
- 광양시 (2008년 선거구)
- 광양시·구례군 (2012년 선거구)
- 광양시·곡성군·구례군
- 순천시·광양시·곡성군·구례군 갑
- 순천시·광양시·곡성군·구례군 을